# Opijnen
Opijnen is een dorp in de Tielerwaard, in de Nederlandse provincie Gelderland. Het heeft 1.180 inwoners (stand 1 januari 2023). Het dorp maakt deel uit van de gemeente West Betuwe.
Opijnen ligt ten oosten van Neerijnen en is goed te bereiken vanaf de A15. Grote plaatsen in de nabijheid van het Waal-dorp zijn Zaltbommel, Geldermalsen en Tiel.
In 1265 wordt melding gemaakt van een hof te Opijnen. Rudolf de Cock en graaf Otto van Gelre ruilden toen een aantal bezittingen met elkaar, waaronder het hof te Opijnen. Rond 1300 werd het Huis Opijnen gebouwd.
De kerk van Opijnen was volgens een melding uit 1287 aanvankelijk een kapel die viel onder de kerk van Hier. Later werd het alsnog een zelfstandige parochiekerk.
Vóór 1978, toen Opijnen opging in de nieuwe gemeente Neerijnen, vormde het dorp samen met het nabijgelegen Est de zelfstandige gemeente Est en Opijnen. De voormalige gemeente Est en Opijnen droeg tot 1 januari 1818 de naam Opijnen.
Op het kerkhof bij de Nederlands Hervormde kerk liggen acht Amerikaanse soldaten, die op 30 juli 1943 zijn omgekomen in een luchtgevecht met de Duitse Luftwaffe.

## Bus
Vanuit Opijnen zijn met de bus de stations van Station Tiel, Station Tiel Passewaaij en Station Zaltbommel bereikbaar.

## Verenigingen
- gemeenschapshuis Keijsershof

## Scholen
- Openbare basisschool De Rietschoof